# Сарсенбаев, Булат Сергазиевич
Булат Сергазиевич Сарсенбаев (17 июля 1957, Алма-Ата, Алматинская область, Казахская ССР, СССР) — казахстанский государственный деятель, дипломат. Кандидат исторических наук.

## Биография
Окончил Алматинский педагогический институт иностранных языков (1978), Казахский государственный университет им. аль-Фараби, юридический факультет. Слушатель Лондонского университета по курсу «Международное право». Имеет дипломатический ранг Чрезвычайного и Полномочного Посла. Кандидат исторических наук.
Август-октябрь 1978 г. — учитель английского языка 3-й детской железнодорожной больницы.
1978—1980 гг. — служба в армии.
1980—1985 гг. — служба в Управлении внутренних дел горисполкома г. Алма-Аты.
1985—1986 гг. — инструктор Советского райкома компартии Казахстана.
1986—1989 гг. — секретарь Алма-Атинского обкома ЛКСМ Казахстана.
1989—1990 гг. — инструктор Алма-Атинского обкома компартии Казахстана.
1990—1991 гг. — старший консультант Верховного Совета КазССР.
1991—1992 гг. — главный юрист консультант Министерства внешнеэкономических связей Республики Казахстан.
1992—1993 гг. — заместитель Главы Московской районной администрации г. Алма-Аты.
1994 — 1995 гг. — вице-президент корпорации «Даңқ».
1995 — 1997 гг. — руководитель Представительства британской юридической фирмы «McKenna & Co. International» в Казахстане.
1997—2001 гг. — первый секретарь, советник Посольства Республики Казахстан в государстве Израиль.
2001—2003 гг. — заместитель директора международно-правового департамента Министерства иностранных дел Республики Казахстан.
2003—2005 гг. — Генеральный консул Республики Казахстан в городах Гонконг и Макао (КНР).
2005—2007 гг. — Временный Поверенный в делах Республики Казахстан в Греческой Республике.
2007—2014 гг. — Чрезвычайный и Полномочный Посол Республики Казахстан в Иорданском Хашимитском Королевстве.
2008—2014 гг. — Чрезвычайный и Полномочный Посол Республики Казахстан в Республике Ирак по совместительству.
2012—2014 гг. — Чрезвычайный и Полномочный Посол Республики Казахстан в Ливанской Республике, Государстве Палестина по совместительству.
2014 — 2019 гг. — Чрезвычайный и Полномочный Посол Республики Казахстан в Республике Индия.
2015—2019 гг. — Чрезвычайный и Полномочный Посол Республики Казахстан в Демократической Социалистической Республике Шри-Ланка по совместительству
2017 год — Официальный представитель Республики Казахстан в Азиатском и Тихоокеанском центре трансфера технологий (APCTT, региональное учреждение Организации Объединенных Наций при Экономической и социальной комиссии для Азии и Тихого океана).
2019—2020 гг. — Посол по особым поручениям Министерство иностранных дел Республики Казахстан.
2020—2021 гг. — Советник Председателя Правления НК «Kazakh Invest».
С 18 февраля 2021 года назначен Председателем Правления Центра Н.Назарбаева по развитию межконфессионального и межцивилизационного диалога.
Дипломатический ранг — Чрезвычайный и Полномочный Посланник 2 класса (2011).
Дипломатический ранг — Чрезвычайный и Полномочный Посланник 1 класса (2013).
Дипломатический ранг — Чрезвычайный и Полномочный Посол (2016).

## Награды
- Орден Кұрмет
- Кавалер Большой ленты ордена Независимости («Wisam al-Istiqial» Иордания, 10 августа 2014 года)[7]
- Орден «Золотая медаль за заслуги» (Палестина).
- Орден Казахстанского Митрополичьего Округа «МИР И СОГЛАСИЕ» (15 сентября 2022 года).
- Орден Парасат (Указ Президента Республики Казахстан от 14 октября 2022 года).